# Paulo Sandroni
Paulo Sandroni (São Paulo, 1944) é um economista brasileiro. Formado pela FEA-USP em 1964, foi presidente do Centro Acadêmico Visconde de Cairu durante sua graduação, e é mestre em Economia pela Pontifícia Universidade Católica de São Paulo.

## Biografia
Entre 1965 e 1969, foi professor da Faculdade de Economia da PUC-SP e da Faculdade de Filosofia, Ciências e Letras de Rio Claro. No início dos anos 1970, trabalhou na Universidade do Chile e na Universidade de Los Andes, em Bogotá.
Atualmente é professor da Escola de Administração de Empresas e da Escola de Economia da Fundação Getúlio Vargas de São Paulo. Até 2007, foi também professor da Faculdade de Economia e Administração da Pontifícia Universidade Católica de São Paulo.
É fellow do Lincoln Institute of Land Policy, um think tank de Cambridge (Massachusetts) que se dedica a questões relacionadas com a tributação, uso e regulação do solo.

## Livros publicados
Paulo Sandroni é autor ou organizador dos seguintes livros:
- Questão Agrária e Campesinato: a funcionalidade da pequena produção mercantil
- Introdução à Economia: Mercantilistas, Smith, Ricardo e Marx em sala de aula
- Balanço de Pagamentos e Dívida Externa
- Novo Dicionário de Economia (Prêmio Jabuti, 1995)
- Dicionário de Economia do século XXI]. (Ed.Record), 2005.[1]
- Karoshi: o jogo da qualidade (em colaboração com Luis Alberto Sandroni)
- Traduzindo o economês: para entender a economia brasileira na época da globalização. Best Seller, 2000.[2]
- Novíssimo dicionário de economia] (Prêmio Jabuti, 2000).[3]
- Brincando de ministro: o jogo da economia brasileira
- Ataque especulativo, o jogo da moeda forte contra a moeda fraca
- Dicionário de Administração e Finanças Record, 2008.[4]

Participou da equipe editorial da coleção Os Economistas, da Abril Cultural, para a qual traduziu os Princípios de Economia Política e Tributação, de David Ricardo, e foi consultor do Dicionário de Economia (1985), da mesma coleção.